# Ferrarito
José Alejandro Téllez Rosales, mer känd under sina ringnamn Ferrarito och Richard Moreno, född 25 november 1973 i Delfino Victoria i delstaten Veracruz, död 30 maj 2024 i Veracruz, var en mexikansk fribrottare inom den mexikanska stilen lucha libre.

## Karriär
Rosales inledde karriären som tonåring under namnet Richard Moreno, men eftersom han var ganska kortväxt och lucha libre för kortväxta var populärt på 1990-talet bytte han gimmick till Ferrarito som betyder lilla Ferrarin. Det var också under detta namn han brottades i Asistencia Asesoría y Administración (AAA), i Minis-divisionen, från år 1993 till och med 1997, med en enstaka återvändo år 2003.
Under 2000-talet och framåt tycks Rosales ha dragit sig tillbaka och främst brottats i sin hemstat, Veracruz, där han bland annat vunnit cruiserviktstiteln i Arena Fraternidad 2000 under 2022. Arena Fraternidad 2000 är en mindre arena med hög historisk och kulturell status i Veracruz hamn (Puerto de Veracruz).

## Död
Ferrarito hittades död i sitt hem den 30 maj 2024. Han efterlämnar en son, som också brottas under namnet Ferrarito Jr. i delstaten Veracruz.